# أحمد حسين (شاعر)
أحمد حسين إغبارية (1939- 23 أغسطس 2017) شاعر ومفكر روائي فلسطيني وهو الأخ الشقيق الأصغر لشاعر المقاومة راشد حسين. قدّم أحمد حسين مجموعة قصصية واحدة صدرت عام 1979، وعدة كتب في أدب الأطفال، إلا أن أغلب مؤلفاته كانت في مجال الشعر، فقدم عدّة مجموعات شعرية. ولم يكن إنتاجه الأدبي سياسيًا فقط، بل كتب أيضا الشعر العاطفي والغزلي. وصف في «موسوعة شعراء العرب» بأنه صاحب شعر متجدد ذي نبرة وطنية قومية وجدانية حادة.

## نشأته
ولد ودرس الابتدائية في حيفا، ثمّ انتقلت عائلته بعد النكبة إلى قرية مصمص، وأنهى مرحلته الثانوية في المدرسة الثانوية في بلدية الناصرة ثم التحق جامعة بار إيلان الدينية، ودرس تخصّص علم اللاهوت الديني الفلسفة. واصل أحمد حسين دراسته الجامعية لمدة ثلاث سنوات في التربية وعلم النفس وعمل مدرساً بين عامي 1960 و1990.
في مقابله له، تحدث عن طفولته وأثر النكبة في اتجاهه نحو الكتابة: ««لقد سحقت مشاهد النكبة الفلسطينيّة طفولتي سحقًا. وحينما تحوّل الحزن والغضب في داخلي إلى وعي، بعد تخطّي مرحلة الدهشة وارتباك الموقف، لم أر في الكتابة وحدها، بجميع أشكالها، مكافئًا لفداحة النكبة وما تستدعيه من فداحة الالتزام. كان هاجسي الدائم هو رفض التعامل مع إملاءات المرحلة المداهمة، سوى ما يقع منها تحت طائلة القسر والإلزام».

## مسيرته والنقد
بدأ الكتابة مبكراً في مرحلة دراسته، وعمل مدرساً لمدة 29 عاما، وتقاعد في ثمانينات القرن المنصرم، بدأ الكتابة والنشر في أواخر الخمسينيات أي خلال دراسته للمرحلة الثانوية، ونشر أعماله الشعرية والقصصية في مجلة الفجر، التي حرّرها أخوه الشاعر راشد حسين، وكتب أحمد حسين في مجلة الجديد في سنوات السبعينيات، تحت اسم مستعار وهو أحمد ناظم. عمل أيضًا محررًا في مجلة «المرصاد» و«المصور».
تمهل أحمد حسين في إصدار عمله الشعري الأول «زمن الخوف»، فصدر في عام 1977، وتوالت من بعده الأعمال الشعرية، بالإضافة إلى مجموعة قصصية سُميت «الوجه والعجيزة»، والتي صدرت في 1979.
كانت من أكثر المواضيع تكررًا في شعر أحمد حسين هي مدينته حيفا، والتي مثلت بالنسبة له «العالم، أي الحياة، آي الكينونة، أي الجمال، والحق، والعدل، وبدونها: لا عالم، ولا حرية، ولا عدل..ولا حياة حقيقية». وتحضر حيفا بقوة خصوصًا في ديوانه «قراءة في ساحة الإعدام»، فيقول:
في مقال بجريدة القدس العربي، جادل الكاتب أن أحمد حسين «بقي في الظل لسنوات طويلة رغم إنتاجه الأدبي المهم»، ولاحظ الارتباط الواضح بين مواقفه الوطنية والإنسانية وإنتاجه الأدبي، الذي تميز أيضًا بواقعيته وتعبيره عن الأحداث السياسية من جهة واليومية من جهة أخرى. ويقول سامي إدريس، في مقالٍ له بعنوان «أحمد حسين عاشق حيفا»: «إنك لتحسب الشاعر يكتب شعرا غزليا حسيا صرفا وهو يخاطب الحبيبة على غرار ابن الفارض، الذي يكتب شعرا صوفيا وليس غزلا إنسانيا. أما شاعرنا أحمد حسين فهو في ندائه وخطابه يتوجه إلى الذات الوطنية الكامنة فيه والمعذبة له، فيرسل أعذب الشعر موسيقى ومضمونا ولوعة، ويبلغ في ذلك قمم الإبداع ممزقا ذاته فينا، جالدا إياها بدون هوادة أو رحمة». ووصف نمر سعدي تجربة أحمد حسين الشعرية بأنها «من أهمِّ تجارب الشعر الفلسطيني، إن لم تكن (بعد تجربة درويش) الأهمَّ والأقوى جماليَّاً وشعريَّاً على الإطلاق».
كان أحمد حسين قوميا عربيا، آمن أن «نهضة الأمة آتية بكفاح ملايين العرب من المحيط إلى الخليج».

## وفاته
توفي في 23 أغسطس 2017 في بلدته مصمص ودفن في مقبرتها. وقد نعاه الاتحاد العام للكتاب والأدباء الفلسطينيين، ووزارة الثقافة الفلسطينية.

## أعماله
- زمن الخوف، أبناء البلد، القدس (1977)- شعر[22][23]
- ترنيمة الربّ المنتظر، الأسوار، عكا (1978)- شعر[24]
- الوجه والعجيزة، الصوت، الناصرة (1979)- مجموعة قصصية[25]
- عنات أو الخروج من الزمن الهجري، الصوت، الناصرة (1983)-شعر[26]
- بالحزن أفرح من جديد، مركز المشرق / العامل للدراسات الثقافية والتنموية، رام الله (2002)- مجموعة شعرية[27]
- رسالة في الرفض: مقالات في المرحلة والانسان العربي، الناصرة، 2003.[28]
- قراءات في ساحة الإعدام، مكتبة كل شئ، حيفا (2004)- شعر[29]
- السفينة والطائرة، مكتبة كل شيء، حيفا، 2004.[30]
- خادم الدجاج، مكتبة كل شيء، حيفا، 2006.[31]
- العروسان: (هو وهي)، مكتبة كل شيء، حيفا، 2006.[32]
- العصفورة «سي سي»، مكتبة كل شيء، حيفا، 2010.[33]
- عصفورتان، مكتبة كل شي، حيفا، 2010.[34]
- الزناطم، مكتبة كل شيء، حيفا (2011)- شعر[35]
- رسائل على زجاج النافذة إلى محمود درويش، مكتبة كل شيء، حيفا (2012)- مقالات وقصائد[36]